# Фотокатод

Фотокатод у схемі фотопомножувача

Фотокатод (рос. photocathode, нім. Photokathode f) – катод фотоелемента, що випромінює (емітує) електрони під дією світла. Виготовляється з лужних металів. 
Присутній, зокрема, в фотопомножувачах, фотоелементах, електронно-оптичних перетворювачах та інших вакуумних фотоелектронних приладах. Фотокатоди виготовляються з електропровідних світлочутливих сполук. Коли на фотокатод потрапляє квант світла (фотон), поглинена енергія викликає емісію електронів за рахунок зовнішнього фотоефекта.
Застосовують калієві та цезієві, стибій-цезієві, багатолужні, бісмуто-цезієві фотокатоди.